# Grand Conseil du canton de Thurgovie
Législature 2024-2028
Le Grand Conseil du canton de Thurgovie (en allemand : Grosser Rat des Kantons Thurgau) est le parlement du canton de Thurgovie.
Il est composé de 130 députés élus pour quatre ans. Il siège en été dans l'Hôtel de ville de Frauenfeld et en hiver dans celui de Weinfelden.

## Description
Le Grand Conseil est composé de 130 membres.
Il a pour particularité unique en Suisse de siéger à deux endroits différents : en été, dans l'Hôtel de ville de Frauenfeld et en hiver dans celui de Weinfelden,. Il siège en général le mercredi.

## Élection
Les 130 membres du Grand Conseil sont élus au scrutin proportionnel plurinominal par district, le canton étant divisé en cinq districts (Arbon, Frauenfeld, Kreuzlingen, Münchwilen et Weinfelden). L'élection a toujours lieu au printemps, après les élections fédérales.
Les électeurs disposent d'autant de voix qu'il y a de sièges à pourvoir dans le district où ils ont le droit de vote. Le nombre de sièges par district est fixé par le Conseil d'État en fonction de la population résidente,.
Pour les élections du 15 mars 2020, le nombre de sièges par district était de 27 pour Arbon, 32 pour Frauenfeld, 23 pour Kreuzlingen, 22 pour Münwilen et 26 pour Weinfelden.

## Compétences et organisation
Le Grand Conseil élit le président et le vice-président du Conseil d'État, le chancelier, les membres des tribunaux et le procureur général.
Il se constitue dans la seconde moitié du mois de mai, sur convocation du doyen de fonction. Cette date marque le début de la nouvelle législature.
Les débats sont dirigés par un président, élu pour une année.
La séance constitutive est dirigée par le doyen de fonction jusqu'à l'élection du président.

### Législature 2020-2024

Composition législature 2020-2024

Durant la législature 2020-2024, le Grand Conseil était composé de 45 UDC, 18 PDC/Le Centre, 18 PLR, 15 Verts, 14 PS, 9 Vert'libéraux, 6 PEV et 5 UDF.

### Législature 2024-2028 (actuelle)
À la suite des élections cantonales du 7 avril 2024, le Grand Conseil est composé de 42 UDC (-3), 21 Le Centre (+3), 18 PS (+4), 17 PLR (-1), 13 Verts (-2), 6 UDF (+1), 6 PEV (=), 6 Vert'libéraux (-3) et d'un siège pour nouveau parti Aufrecht (+1).

## Histoire
Le Grand Conseil voit le jour en 1803 avec l'Acte de Médiation. Il compte alors 100 membres pour une législature de cinq ans. Il se réunit pour la première fois le 14 avril 1803 à l'Hôtel de ville de Frauenfeld.
La Constitution de 1831 introduit le système de deux sessions par an, celle d'hiver ayant lieu à Frauenfeld et celle d'été à Weinfelden. Celle de 1869 fait dépendre la taille du parlement de la taille de la population et réduit la législature à trois ans.
C'est en 1919 qu'est introduit le système d'élection par district (au nombre de huit à l'époque). En 1966, la durée de la législature passe à quatre ans. Après l'introduction du droit de vote des femmes en 1971, le nombre de députés au Parlement est fixé à 130.
La nouvelle Constitution de 1987, entrée en vigueur en 1990, inverse le lieu de réunion du Parlement, qui siège désormais en hiver à Weinfelden et en été à Frauenfeld.
| Année                                                                                     | UDC | PDC/LC | PRD/PLR | PS | Verts | PEV | PL* | UDF | PVL | PBD | Aufr* | Total |
| ----------------------------------------------------------------------------------------- | --- | ------ | ------- | -- | ----- | --- | --- | --- | --- | --- | ----- | ----- |
| 1950                                                                                      | 33  | 20     | 30      | 29 |       | 1   |     |     |     |     |       | 128   |
| 1956                                                                                      | 30  | 20     | 27      | 30 |       | 6   |     |     |     |     | 131   |       |
| 1965                                                                                      | 32  | 21     | 26      | 27 |       | 9   |     |     |     |     | 129   |       |
| 1972                                                                                      | 34  | 34     | 27      | 22 |       | 7   |     |     |     |     | 127   |       |
| 1976                                                                                      | 39  | 32     | 24      | 25 |       | 7   |     |     |     |     | 130   |       |
| 1984                                                                                      | 37  | 31     | 25      | 21 | 6     | 7   |     |     |     |     | 130   |       |
| 1988                                                                                      | 33  | 27     | 23      | 20 | 11    | 6   | 10  |     |     |     | 130   |       |
| 1992                                                                                      | 32  | 26     | 23      | 23 | 10    | 6   | 10  |     |     |     | 130   |       |
| 1996                                                                                      | 38  | 25     | 25      | 20 | 11    | 4   | 7   |     |     |     | 130   |       |
| 2000                                                                                      | 42  | 27     | 24      | 22 | 8     | 5   | 1   | 1   |     |     | 130   |       |
| 2004                                                                                      | 47  | 22     | 20      | 23 | 13    | 4   |     | 1   |     |     | 130   |       |
| 2008                                                                                      | 51  | 22     | 18      | 17 | 11    | 6   |     | 3   | 2   |     | 130   |       |
| 2012                                                                                      | 41  | 21     | 18      | 19 | 9     | 5   |     | 6   | 6   | 5   | 130   |       |
| 2016                                                                                      | 44  | 20     | 20      | 17 | 9     | 5   |     | 5   | 7   | 3   | 130   |       |
| 2020                                                                                      | 45  | 18     | 18      | 14 | 15    | 6   |     | 5   | 9   |     | 130   |       |
| 2024                                                                                      | 42  | 21     | 17      | 18 | 13    | 6   |     | 6   | 6   |     | 1     | 130   |
| * PL = Parti de la liberté* Aufr = Aufrecht (nom en allemand)                             |     |        |         |    |       |     |     |     |     |     |       |       |
| 1950 : 124 sièges ; 1956 : 125 sièges ; 1965 : 126 sièges. À partir de 1972 : 130 sièges. |     |        |         |    |       |     |     |     |     |     |       |       |